# Discografia de Rita Lee
Este anexo lista a discografia da cantora brasileira Rita Lee.

## Álbuns

### Álbuns de estúdio
| Álbum                                            | Detalhes do álbum                                                      | Melhores posições      | Melhores posições | Certificações  | Vendas                                |
| Álbum                                            | Detalhes do álbum                                                      | BRA Nopem Top 50 Anual | POR               | Certificações  | Vendas                                |
| ------------------------------------------------ | ---------------------------------------------------------------------- | ---------------------- | ----------------- | -------------- | ------------------------------------- |
| Build Up                                         | - Lançado: 1970 - Gravadora: Polydor Records                           | —                      | —                 |                |                                       |
| Hoje é o Primeiro Dia do Resto da Sua Vida       | - Lançado: 1972 - Gravadora: Polydor Records                           | —                      | —                 |                | - : 1.000                             |
| Atrás do Porto Tem uma Cidade (com Tutti Frutti) | - Lançado: 1974 - Gravadora: PolyGram                                  | —                      | —                 |                | - : 9.000                             |
| Fruto Proibido (com Tutti Frutti)                | - Lançado: 1975 - Gravadora: Som Livre                                 | 12                     | —                 |                | - : 700.000                           |
| Entradas e Bandeiras (com Tutti Frutti)          | - Lançado: 1976 - Gravadora: Som Livre                                 | —                      | —                 |                | - : 90.000                            |
| Babilônia (com Tutti Frutti)                     | - Lançado: 1978 - Gravadora: Som Livre                                 | —                      | —                 |                | - : 150.000                           |
| Rita Lee (Mania de Você)                         | - Lançado: 1979 - Gravadora: Som Livre                                 | —                      | —                 | - : Platina    | - : 800.000                           |
| Rita Lee (Lança Perfume)                         | - Lançado: 1980 - Gravadora: Som Livre                                 | 14                     | —                 | - : Platina    | - : 1.000.000 - : 155.400 - : 200.000 |
| Saúde                                            | - Lançado: 1981 - Gravadora: Som Livre                                 | —                      | —                 | - : Platina    | - : 400.000                           |
| Rita Lee e Roberto de Carvalho (Flagra)          | - Lançado: 1982 - Gravadora: Som Livre                                 | 3                      | —                 | - : Platina    | - : 2.000.000                         |
| Bombom                                           | - Lançado: 1983 - Gravadora: Som Livre                                 | —                      | —                 | - : 2× Platina | - : 500.000                           |
| Baila Conmigo                                    | - Lançado: 1982 (EUA, Japão, América Latina e Europa) - Gravadora: EMI | —                      | —                 |                |                                       |
| Rita e Roberto                                   | - Lançado: 1985 - Gravadora: Som Livre                                 | —                      | —                 | - : Ouro       | - : 500.000                           |
| Flerte Fatal                                     | - Lançado: 1987 - Gravadora: EMI                                       | —                      | —                 | - : Platina    | - : 500.000                           |
| Zona Zen                                         | - Lançado: 1988 - Gravadora: EMI                                       | —                      | —                 | - : Ouro       | - : 130.000                           |
| Rita Lee e Roberto de Carvalho                   | - Lançado: 1990 - Gravadora: EMI                                       | —                      | —                 |                | - : 10.000                            |
| Rita Lee (Todas as Mulheres do Mundo)            | - Lançado: 1993 - Gravadora: Som Livre                                 | —                      | —                 |                |                                       |
| Santa Rita de Sampa                              | - Lançado: 1997 - Gravadora: EMI                                       | —                      | —                 |                | - : 100.000                           |
| 3001                                             | - Lançado: 2000 - Gravadora: Universal Music                           | —                      | —                 | - :PMB: Ouro   | - : 300.000                           |
| Aqui, Ali, em Qualquer Lugar                     | - Lançado: 2001 - Gravadora: DeckDisc                                  | —                      | —                 | - :PMB: Ouro   | - : 250.000 - : 40.000                |
| Balacobaco                                       | - Lançado: 2003 - Gravadora: Som Livre/Biscoito Fino (relançamento)    | —                      | 17                |                | - : 550.000 - : 9.000                 |
| Reza                                             | - Lançado: 24 de abril de 2012 - Gravadora: Biscoito Fino              | —                      | —                 |                | - : 25.000                            |

### Álbuns ao vivo
| Álbum                                        | Detalhes do álbum                               | Certificações | Vendas    |
| -------------------------------------------- | ----------------------------------------------- | ------------- | --------- |
| Refestança (com Gilberto Gil e Tutti Frutti) | - Lançamento: 1977 - Gravadora: Som Livre       |               | - 200.000 |
| Rita Lee em Bossa 'n' Roll                   | - Lançamento: 1991 - Gravadora: Som Livre       |               | - 400.000 |
| A Marca da Zorra                             | - Lançamento: 1995 - Gravadora: Som Livre       |               |           |
| Acústico MTV: Rita Lee                       | - Lançamento: 1998 - Gravadora: Universal Music | - Platina     | - 650.000 |
| MTV ao Vivo: Rita Lee                        | - Lançamento: 2004 - Gravadora: EMI             | - PMB: Ouro   | - 145.000 |
| Multishow ao Vivo: Rita Lee                  | - Lançamento: 2009 - Gravadora: Biscoito Fino   |               |           |

### Extended plays(EP)
| Álbum                   | Detalhes do álbum                                    | Notas |
| ----------------------- | ---------------------------------------------------- | --- |
| Rita Lee & Tutti Frutti | - Lançado: 1976 - Gravadora: Som Livre - Formato: 7" | - Lançado após o álbum "Fruto Proibido", contém as faixas "Lá Vou Eu", previamente incluída na trilha sonora da telenovela O Grito, as inéditas "Caçador de Aventuras" e "Status" e "Ovelha Negra" que foi incluída na lista de faixas do álbum "Fruto Proibido". |
| Rita Lee                | - Lançado: 1979 - Gravadora: Som Livre - Formato: 7" | - Compacto com quatro destaques do álbum "Rita Lee", sendo composto pelas faixas "Mania de Você", "Corre-Corre", "Chega Mais" e "Maria Mole". |
| Rita Lee                | - Lançado: 1981 - Gravadora: Som Livre - Formato: 7" | - Compacto com quatro destaques do álbum "Rita Lee" (1980), sendo composto pelas faixas "Lança Perfume", "Baila Comigo", "Nem Luxo, Nem Lixo" e "Caso Sério". |
| Saúde                   | - Lançado: 1982 - Gravadora: Som Livre - Formato: 7" | - Compacto com quatro destaques do álbum "Saúde", sendo composto pelas faixas "Banho de Espuma", "Atlântida", "Mutante" e "Favorita". |

### Álbuns de compilação
| Álbum                                                                            | Detalhes                                           | Melhores posições atingidas | Vendas    | Certificações | Notas |
| Álbum                                                                            | Detalhes                                           | POR                         | Vendas    | Certificações | Notas |
| -------------------------------------------------------------------------------- | -------------------------------------------------- | --------------------------- | --------- | ------------- | --- |
| Hollywood Rock                                                                   | - Lançado: 1975 - Gravadora: Polydor               | —                           |           |               | Compilação dividida entre Rita Lee, O Peso, Raul Seixas e Erasmo Carlos, contendo três registros ao vivo inéditos: "Mamãe Natureza", "Minha Fama de Mau" e "E Você Ainda Duvida? / Tutti Frutti". |
| O Melhor de Rita Lee                                                             | - Lançado: 1976 - Gravadora: Fontana               | —                           |           |               | Inclui a canção previamente não lançada "E Você Ainda Duvida? / Tutti Frutti". |
| Nova História Da Música Popular Brasileira: Rita Lee, Mutantes, Secos & Molhados | - Lançado: 1978 - Gravadora: Abril Cultural        | —                           |           |               | |
| Gala Apresenta: O Melhor de Rita Lee                                             | - Lançado: 1979 - Gravadora: Gala                  | —                           |           |               | |
| O Melhor de Ritta Lee                                                            | - Lançado: 1981 (EUA, Europa) - Gravadora: Polyfar | —                           |           |               | Inclui três faixas inéditas: "Nessas Alturas dos Acontecimentos", "Paixão da Minha Existência Atribulada" e "Minha Fama de Mau".                                                                  |
| O Brilho do Encontro                                                             | - Lançado: 1983 - Gravadora: RGE                   | —                           |           |               | Coletânea com músicas de Rita Lee e Erasmo Carlos, incluindo um dueto inédito entre ambos para a canção "Minha Fama de Mau".                                                                      |
| Baila Brazil                                                                     | - Lançado: 1983 - Gravadora: EMI                   | —                           |           |               | Lançado somente na Itália. |
| Rita Lee: Tratos à Bola                                                          | - Lançado: 1986 - Gravadora: Philips               | —                           |           |               | |
| Grandes Sucessos de Rita Lee & Roberto                                           | - Lançado: 1988 - Gravadora: Som Livre             | —                           |           |               | |
| Rita Lee: Lança Perfume e Outras Manias                                          | - Lançado: 1992 - Gravadora: EMI                   | —                           |           |               | |
| Meus Momentos                                                                    | - Lançado: 1994 - Gravadora: EMI                   | —                           | - Platina | - 250.000     | |
| Meus Momentos (Volume 2)                                                         | - Lançado: 1996 - Gravadora: EMI                   | —                           |           |               | Contém canções consideradas como raridade por não estarem presentes em nenhum álbum da discografia oficial de Rita Lee.                                                                           |
| Série Performance                                                                | - Lançado: 1996 - Gravadora: EMI                   | —                           |           |               | |
| MPB Compositores                                                                 | - Lançado: 1996 - Gravadora: RGE                   | —                           |           |               | |
| Os Grandes da MPB                                                                | - Lançado: 1997                                    | —                           |           |               | |
| Para Sempre                                                                      | - Lançado: 2001 - Gravadora: EMI                   | —                           |           |               | |
| Novelas                                                                          | - Lançado: 2002 - Gravadora: Som Livre             | —                           |           |               | Inclui a versão pop da canção "Minha Vida (In My Life)". |
| Série Retratos                                                                   | - Lançado: 2004 - Gravadora: EMI                   | —                           |           |               | Relançamento do álbum de remixes "Rita Hits" sob outro título. |
| Rita Lee Hits Volume I                                                           | - Lançado: 2005 - Gravadora: EMI                   | —                           |           |               | |
| O Melhor de Rita Lee                                                             | - Lançado: 2005 - Gravadora: EMI Portugal          | 2                           |           |               | Lançado somente em Portugal. |
| Perfil                                                                           | - Lançado: 2007 - Gravadora: Som Livre             | —                           |           | - 60.000      | |
| Pérolas                                                                          | - Lançado: 2015 - Gravadora: EMI                   | —                           |           |               | |

### Álbuns de remixes
| Álbum                                       | Detalhes do álbum                                           |
| ------------------------------------------- | ----------------------------------------------------------- |
| Rita Hits                                   | - Lançado: 1984 - Gravadora: Som Livre                      |
| Rita ReLeeda                                | - Lançado: 2000 - Gravadora: EMI                            |
| Rita Lee & Roberto - Classix Remix Vol. I   | - Lançado: 9 de abril de 2021 - Gravadora: Universal Music  |
| Rita Lee & Roberto - Classix Remix Vol. II  | - Lançado: 14 de maio de 2021 - Gravadora: Universal Music  |
| Rita Lee & Roberto - Classix Remix Vol. III | - Lançado: 25 de junho de 2021 - Gravadora: Universal Music |

### Álbuns como narradora
| Álbum                | Detalhes do álbum                                  | Notas |
| -------------------- | -------------------------------------------------- | --- |
| Pedro e o Lobo       | - Lançado: 1989 - Gravadora: EMI - Formato: LP, CD | - Narração da estória "Pedro e o Lobo" em parceria com Roberto Tibiriçá e a Orquestra Nova Sinfonieta.                                                                                          |
| Tutu, O Menino Índio | - Lançado: 1996 - Gravadora: Velas - Formato: CD   | - Narração da estória "Tutu, O Menino Índio" de Toni Brandão. Narração dividida com Gerson de Abreu, Marisa Orth, Vânia Bastos, André Abujamra, Felipe Gaudêncio, Ulisses Cohen e Lígia Cortez. |

### Box sets
| Álbum                 | Detalhes do álbum                                          | Notas |
| --------------------- | ---------------------------------------------------------- | --- |
| Biograffiti           | - Lançado: 2007 - Gravadora: Biscoito Fino - Formato: DVD  | - Acompanha os DVDs "Ovelha Negra", "Baila Comigo" e "Cor de Rosa Choque" em uma embalagem especial. |
| Três Tons de Rita Lee | - Lançado: 2013 - Gravadora: Universal Music - Formato: CD | - Box set contendo os três primeiros CDs de Rita Lee: "Build Up", "Hoje é o Primeiro Dia do Resto da Sua Vida" e "Atrás do Porto Tem uma Cidade". |
| Discografia           | - Lançado: 2015 - Gravadora: Universal Music - Formato: CD | - Box set contendo 21 álbuns da Rita Lee, sendo eles: "Build Up", "Hoje é o Primeiro Dia do Resto da Sua Vida", "Atrás do Porto Tem uma Cidade", "Fruto Proibido", "Entradas e Bandeiras", "Refestança", "Babilônia", "Rita Lee", "Rita Lee" (1980), "Saúde", "Rita Lee e Roberto de Carvalho", "Bombom", "Rita e Roberto", "Flerte Fatal", "Zona Zen", "Rita Lee e Roberto de Carvalho" (1990), "Santa Rita de Sampa", "Acústico MTV", "3001", "MTV Ao Vivo" e "Pérolas". |

## Singles
| Ano  | Single                                            | Álbum                                        |
| ---- | ------------------------------------------------- | -------------------------------------------- |
| 1970 | "José (Joseph)"                                   | Build Up                                     |
| 1972 | "Vamos Tratar da Saúde"                           | Hoje é o Primeiro Dia do Resto da Sua Vida   |
| 1974 | "Mamãe Natureza"                                  | Atrás do Porto Tem Uma Cidade                |
| 1974 | "Menino Bonito"                                   | Atrás do Porto Tem Uma Cidade                |
| 1974 | "Ando Jururu"                                     | Atrás do Porto Tem Uma Cidade                |
| 1975 | "Agora Só Falta Você"                             | Fruto Proibido                               |
| 1975 | "Esse Tal de Roque Enrow"                         | Fruto Proibido                               |
| 1975 | "Dançar pra Não Dançar"                           | Fruto Proibido                               |
| 1975 | "Luz del Fuego"                                   | Fruto Proibido                               |
| 1975 | "Ovelha Negra"                                    | Fruto Proibido                               |
| 1976 | "Lá Vou Eu"                                       | O Grito (trilha sonora)                      |
| 1976 | "Coisas da Vida"                                  | Entradas e Bandeiras                         |
| 1976 | "Corista de Rock"                                 | Entradas e Bandeiras                         |
| 1977 | "Com a Boca no Mundo"                             | Entradas e Bandeiras                         |
| 1977 | "Arrombou a Festa"                                | Arrombou a Festa (compacto)                  |
| 1977 | "Loco-Motivas"                                    | Loco-Motivas (trilha sonora)                 |
| 1977 | "Oveja Negra"                                     | Oveja Negra / Ese Tal Roque Enrow (compacto) |
| 1977 | "Ese Tal Roque Enrow"                             | Oveja Negra / Ese Tal Roque Enrow (compacto) |
| 1978 | "Jardins da Babilônia"                            | Babilônia                                    |
| 1978 | "Miss Brasil 2000"                                | Babilônia                                    |
| 1978 | "Agora é Moda"                                    | Babilônia                                    |
| 1978 | "Eu e Meu Gato"                                   | Babilônia                                    |
| 1979 | "Doce Vampiro"                                    | Rita Lee                                     |
| 1979 | "Papai Me Empresta o Carro"                       | Rita Lee                                     |
| 1980 | "Mania de Você"                                   | Rita Lee                                     |
| 1980 | "Chega Mais"                                      | Rita Lee                                     |
| 1980 | "Corre-Corre"                                     | Rita Lee                                     |
| 1980 | "Maria Mole"                                      | Rita Lee                                     |
| 1980 | "Nem Luxo, Nem Lixo"                              | Rita Lee                                     |
| 1980 | "Bem-Me-Quer"                                     | Rita Lee                                     |
| 1981 | "Lança Perfume"                                   | Rita Lee                                     |
| 1981 | "Baila Comigo"                                    | Rita Lee                                     |
| 1981 | "Caso Sério"                                      | Rita Lee                                     |
| 1981 | "Ôrra Meu"                                        | Rita Lee                                     |
| 1981 | "Shangrilá"                                       | Rita Lee                                     |
| 1981 | "Baila Conmigo"                                   | Baila Conmigo                                |
| 1981 | "Caso Serio"                                      | Baila Conmigo                                |
| 1981 | "Manía de Tí"                                     | Baila Conmigo                                |
| 1981 | "Mutante"                                         | Saúde                                        |
| 1982 | "Saúde"                                           | Saúde                                        |
| 1982 | "Banho de Espuma"                                 | Saúde                                        |
| 1982 | "Tatibitati"                                      | Saúde                                        |
| 1982 | "Atlântida"                                       | Saúde                                        |
| 1982 | "Flagra"                                          | Flagra                                       |
| 1982 | "Frou-Frou"                                       | Flagra                                       |
| 1982 | "Cor de Rosa Choque"                              | Flagra                                       |
| 1982 | "Vote em Mim"                                     | Flagra                                       |
| 1983 | "Barriga da Mamãe"                                | Flagra                                       |
| 1983 | "Barata Tonta"                                    | Flagra                                       |
| 1983 | "Só de Você"                                      | Flagra                                       |
| 1983 | "Pirata Cigano"                                   | Flagra                                       |
| 1983 | "On the Rocks"                                    | Bom Bom                                      |
| 1983 | "Desculpe o Auê"                                  | Bom Bom                                      |
| 1984 | "Raio X"                                          | Bom Bom                                      |
| 1985 | "Vírus do Amor"                                   | Rita e Roberto                               |
| 1985 | "Noviças do Vício"                                | Rita e Roberto                               |
| 1985 | "Yê Yê Yê"                                        | Rita e Roberto                               |
| 1985 | "Molambo Souvenir"                                | Rita e Roberto                               |
| 1985 | "Nave Maria"                                      | Rita e Roberto                               |
| 1986 | "Choque Cultural"                                 | Rita e Roberto                               |
| 1987 | "Bwana"                                           | Flerte Fatal                                 |
| 1987 | "Pega Rapaz"                                      | Flerte Fatal                                 |
| 1987 | "Brazix Muamba"                                   | Flerte Fatal                                 |
| 1987 | "Xuxuzinho"                                       | Flerte Fatal                                 |
| 1987 | "Sassaricando"                                    | Sassaricando (trilha sonora)                 |
| 1988 | "Zona Zen"                                        | Zona Zen                                     |
| 1988 | "Livre Outra Vez"                                 | Zona Zen                                     |
| 1989 | "Independência e Vida"                            | Zona Zen                                     |
| 1990 | "Perto do Fogo"                                   | Perto do Fogo                                |
| 1991 | "Esfinge"                                         | Perto do Fogo                                |
| 1991 | "Every Breath You Take"                           | Bossa'n Roll                                 |
| 1993 | "Filho Meu"                                       | Todas as Mulheres do Mundo                   |
| 1993 | "Todas as Mulheres do Mundo"                      | Todas as Mulheres do Mundo                   |
| 1995 | "Vítima"                                          | A Próxima Vítima (trilha sonora)             |
| 1997 | "Obrigado Não"                                    | Santa Rita de Sampa                          |
| 1997 | "Fruta Madura"                                    | Santa Rita de Sampa                          |
| 1997 | "O Que Você Quer"                                 | Santa Rita de Sampa                          |
| 1998 | "Agora Só Falta Você"                             | Acústico MTV                                 |
| 1998 | "O Gosto do Azedo"                                | Acústico MTV                                 |
| 1998 | "Lança Perfume"                                   | Acústico MTV                                 |
| 1998 | "Desculpe o Auê" (com Paula Toller)               | Acústico MTV                                 |
| 2000 | "Mania de Você (Mania de Memê Mix)" (com DJ Memê) | Rita ReLeeda                                 |
| 2000 | "Saúde (Tausz Disco Mix)" (com Tausz)             | Rita ReLeeda                                 |
| 2000 | "Tatibitati (Sensual Tausz Mix)" (com Tausz)      | Rita ReLeeda                                 |
| 2000 | "O Amor Em Pedaços" (com Pato Fu)                 | 3001                                         |
| 2001 | "Erva Venenosa"                                   | 3001                                         |
| 2001 | "Pagu" (com Zélia Duncan)                         | 3001                                         |
| 2001 | "Pra Você Eu Digo Sim"                            | Aqui, Ali, Em Qualquer Lugar                 |
| 2002 | "Minha Vida"                                      | Aqui, Ali, Em Qualquer Lugar                 |
| 2003 | "Aqui, Ali, Em Qualquer Lugar"                    | Aqui, Ali, Em Qualquer Lugar                 |
| 2004 | "Amor & Sexo"                                     | Balacobaco                                   |
| 2004 | "Tudo Vira Bosta"                                 | Balacobaco                                   |
| 2004 | "Meio Fio"                                        | MTV ao vivo                                  |
| 2009 | "Cecy Bom (C'est Si Bon)"                         | Caras & Bocas (trilha sonora)                |
| 2010 | "Ti-Ti-Ti"                                        | Ti-Ti-Ti (trilha sonora)                     |
| 2012 | "Reza"                                            | Reza                                         |
| 2012 | "Tô um Lixo"                                      | Reza                                         |
| 2021 | "Amarelo, Azul e Branco" (com Anavitória)         | Cor (álbum de Anavitória)                    |
| 2021 | "Change"                                          | Change (single)                              |

## Videografia

### Álbuns de vídeo
| Álbum                                         | Detalhes do álbum                                                   | Certificações (vendas certificadas) |
| --------------------------------------------- | ------------------------------------------------------------------- | ----------------------------------- |
| Acústico MTV: Rita Lee                        | - Lançamento: 1998 - Formato: VHS, DVD - Gravadora: Universal Music | - PMB: Platina                      |
| MTV ao Vivo: Rita Lee                         | - Lançamento: 2004 - Formato: DVD - Gravadora: EMI                  | - PMB: Ouro                         |
| Rita Lee Jones (Série Grandes Nomes TV Globo) | - Lançamento: 2006 - Formato: DVD - Gravadora: Trama, Som Livre     |                                     |
| Ovelha Negra                                  | - Lançamento: 2007 - Formato: DVD - Gravadora: Biscoito Fino        |                                     |
| Baila Comigo                                  | - Lançamento: 2007 - Formato: DVD - Gravadora: Biscoito Fino        |                                     |
| Cor de Rosa Choque                            | - Lançamento: 2007 - Formato: DVD - Gravadora: Biscoito Fino        |                                     |
| Multishow ao Vivo: Rita Lee                   | - Lançamento: 2009 - Formato: DVD - Gravadora: Biscoito Fino        |                                     |

## Trilhas sonoras de novelas, minisséries, seriados e programas de televisão
- A Próxima Atração (1970/71) - "Sucesso, Aqui Vou Eu"
- Bravo! (1975/76) - "Esse Tal de Roque Enrow" e "Agora Só Falta Você"
- O Grito (1975/76) - "Lá Vou Eu"
- O Casarão (1976) - "Coisas da Vida"
- Locomotivas (1977) - "Locomotivas"
- Despedida de Casado / Espelho Mágico (1977) - "Bandido Corazón" (interpretada por Ney Matogrosso (originalmente, a canção seria utilizada como tema de abertura da primeira trama; com o veto desta pela Censura Federal, entretanto, a música foi remanejada para a trilha sonora da novela fictícia "Coquetel de Amor", apresentada dentro da segunda trama))
- O Astro (1977/78) - "Ambição"
- O Pulo do Gato (1978) - "Eu e Meu Gato"
- Te Contei? (1978) - "Te Contei?" (interpretada por Sônia Burnier)
- Dancin' Days (1978/79) - "Agora é Moda" e "Mania de Você" (incluída na trilha italiana da novela)
- Malu Mulher (1979/80) - "Mania de Você"
- Mulher 80 (1979/80) - "Mania de Você"
- Chega Mais (1980) - "Chega Mais"
- Marina (1980) - "Doce Vida" (interpretada por Marina Lima)
- TV Mulher (1980/86) - "Cor-de-Rosa Choque"
- Baila Comigo (1981) - "Baila Comigo" (versão instrumental, executada por Robson Jorge e Lincoln Olivetti)
- Os Adolescentes (1981/82) - "Agora Só Falta Você" (interpretada por Zizi Possi)
- Sétimo Sentido (1982) - "Atlântida"
- Final Feliz (1982/83) - "Flagra"
- Louco Amor (1983) - "Só de Você"
- Champagne (1983/84) - "Raio-X"
- Partido Alto (1984) - "Bobos da Corte"
- Ti Ti Ti (1985/86) - "Ti-Ti-Ti" (interpretada por Metrô)
- Brega & Chique (1987) - "Pega Rapaz"
- Sassaricando (1987/88) - "Sassaricando"
- Tarcísio & Glória (1988) - "Alô, Alô, Marciano" (interpretada por Elis Regina)
- Top Model (1989/90) - "Independência e Vida"
- Mico Preto (1990) - "Dias Melhores Virão"
- Meu Bem, Meu Mal (1990/91) - "Esse Tal de Repi Enroll" (interpretada por Roupa Nova e The Commodores)
- Lua Cheia de Amor (1990/91) - "La Miranda"
- Despedida de Solteiro (1992/93) - "O Que Você Quer" (interpretada por Roberto de Carvalho)
- Mulheres de Areia (1993) - "Ovelha Negra" (interpretada por Os Fantasmas)
- Sonho Meu (1993/94) - "Ando Meio Desligado" (interpretada por Roupa Nova)
- Fera Ferida (1993/94) - "Mon Amour"
- 74.5 - Uma Onda no Ar (1994) - "Agora Só Falta Você"
- A Próxima Vítima (1995) - "Vítima"
- História de Amor (1995/96) - "Alô, Alô, Marciano" (interpretada por Elis Regina)
- Vira Lata (1996) - "Jardins da Babilônia" (interpretada por Barão Vermelho)
- O Fim do Mundo (1996) - "Balada do Louco" (interpretada por Arnaldo Baptista)
- Malhação (1996/97) - "Caso Sério" (interpretada por Netinho)
- Zazá (1997/98) - "Dona Doida"
- Corpo Dourado (1998) - "O Que Você Quer"
- Pecado Capital (1998/99) - "O Gosto do Azedo"
- Uga Uga (2000/01) - "Vira-Lata de Raça" (composta com Beto Lee, interpretada por Ney Matogrosso)
- Laços de Família (2000/01) - "Baby" (com Os Mutantes)
- Um Anjo Caiu do Céu (2001) - "Ando Meio Desligado" (interpretada por Pato Fu) e "Erva Venenosa" ("Poison Ivy")
- As Filhas da Mãe (2001/02) - "Pra Você Eu Digo Sim" ("If I Fell")
- Desejos de Mulher (2002) - "Minha Vida" ("In My Life") e "Mutante" (interpretada por Daniela Mercury)
- Agora É Que São Elas (2003) - "Aqui, Ali, Em Qualquer Lugar" e "Here, There and Everywhere"
- Celebridade (2003/04) - "Amor e Sexo"
- Senhora do Destino (2004/05) - "Tudo Vira Bosta"
- Charme (Com Adriane Galisteu) (2004/08) - "Pagu" (com Zélia Duncan)
- Como uma Onda (2004/05) - "Pra Você Eu Digo Sim" ("If I Fell" (interpretada por Cídia Luize e Dan Torres))
- Prova de Amor (2005/06) - "Na Linha e na Lei" (com Dadi Carvalho)
- Cobras & Lagartos (2006) - "Alô, Alô, Marciano" (interpretada por Elis Regina) e "Erva Venenosa" ("Poison Ivy")
- Malhação (2007) - "Tatuagem" (composta com André Aquino e Lancaster, interpretada por Marjorie Estiano)
- O Sistema (2007) - "Top Top" (com Os Mutantes)
- Amigas & Rivais (2007/08) - "Agora Só Falta Você" (interpretada por Banda Vega)
- Caminhos do Coração (2007/08) - "Mutante" (interpretada por Preta Gil)
- Queridos Amigos (2008) - "Mania de Você", "Baila Comigo" e "Alô, Alô, Marciano" (interpretada por Elis Regina)
- Caras & Bocas (2009/10) - "Cecy Bom" ("C'est Si Bon")
- Escrito nas Estrelas (2010) - "Erva Venenosa" ("Poison Ivy")
- Ti Ti Ti (2010/11) - "Ti-Ti-Ti" e "Agora é Moda" (interpretada por Biquíni)
- Lara com Z (2011) - "Perigosa" (interpretada por Elza Soares)
- Rebelde (2011/12) - "Desculpe o Auê" (interpretada por Luiza Possi)
- Amor & Revolução (2011/12) - "José" ("Joseph" (versões original e interpretada por Roberta Campos)) e "Baby" (com Os Mutantes)
- A Vida da Gente (2011/12) - "Ovelha Negra"
- Avenida Brasil (2012) - "Reza"
- As Brasileiras (2012) - "Erva Venenosa" ("Poison Ivy" (interpretada por Frejat no episódio "A Venenosa de Sampa")) e "Bandido Corazón" (interpretada por Angela Ro Ro no episódio "A Adormecida de Foz do Iguaçu")
- Guerra dos Sexos (2012/13) - "Rapaz"
- Sangue Bom (2013) - "Dias Melhores Virão"
- Dona Xepa (2013) - "Top Top" (interpretada por Zélia Duncan)
- Malhação (2013/14) - "Erva Venenosa" ("Poison Ivy")
- Chiquititas (2013/15) - "Erva Venenosa" ("Poison Ivy" (interpretada por Lívia Andrade e Roberta Tiepo))
- Malhação (2014/15) - "Agora Só Falta Você" (interpretada por Pitty)
- Boogie Oogie (2014/15) - "Coisas da Vida"
- Babilônia (2015) - "Purabossanova" (com Sérgio Britto)
- Além do Tempo (2015/16) - "Nem Luxo, Nem Lixo"
- Êta Mundo Bom! (2016) - "Felicidade"
- A Força do Querer (2017) - "Perigosa" (interpretada por Anitta)
- Os Dias Eram Assim (2017) - "Ando Meio Desligado" (com Os Mutantes) e "Balada do Louco" (interpretada por Mauricio Destri)
- Orgulho & Paixão (2018) - "Erva Venenosa" ("Poison Ivy" (interpretada por Valentina Francisco))
- As Aventuras de Poliana (2018/20) - "Ando Meio Desligado" (interpretada por Gabriela Petry) e "Perigosa" (interpretada por Jullie e Márcia Mendonça)
- Espelho da Vida (2018/19) - "Minha Vida" ("In My Life")
- O Sétimo Guardião (2018/19) - "Tudo Vira Bosta"
- Verão 90 (2019) - "Mania de Você"
- Órfãos da Terra (2019) - "As Mina de Sampa"
- Todas as Mulheres do Mundo (2020) - "Saúde", "Lança Perfume", "Balada do Louco", "Vidinha" e "Mania de Você"
- Um Lugar ao Sol (2021/22) - "Baby" (com Os Mutantes) e "Change" (com Roberto de Carvalho e Gui Boratto)
- Cara & Coragem (2022/23) - "Chega Mais" (interpretada por Céu)
- Fuzuê (2023/24) - "Erva Venenosa" ("Poison Ivy") e "Bat Macumba" (com Os Mutantes)
- Elas por Elas (2023/24) - "Saúde"
- Família É Tudo (2024) - "Jardins da Babilônia" (interpretada por Jão e Julia Mestre)
- Chega Mais (2024) - "Chega Mais" (versão remixada produzida pelo SBT)[63]
- Mania de Você (2024/25) - "Mania de Você" (interpretada por Anitta e versão ao vivo (com Milton Nascimento))